# Gomphidius
Gomphidius Fr., Fl. Scan.: 339 (1836) è un genere di funghi basidiomiceti simbionti appartenente alla famiglia Gomphidiaceae.

## Descrizione del genere
Le specie appartenenti a questo genere hanno:
cappelloviscido, mucillaginoso, raramente asciutto
lamellegrigio scuro, spaziate, molto decorrenti
sporebruno olivacee in massa, lisce ellissoidali

## Specie diGomphidius
La specie tipo è Gomphidius glutinosus (Schaeff.) Fr. (1838), altre specie incluse sono:
- Gomphidius sibiricus Singer (1938)
- Gomphidius viscidus (L.) Fr. (1838)

## Etimologia
Dal greco γόμφος (gómfos) = chiodo e εἶδος (éidos) = sembianza, cioè simile a un chiodo.

## Galleria d'immagini

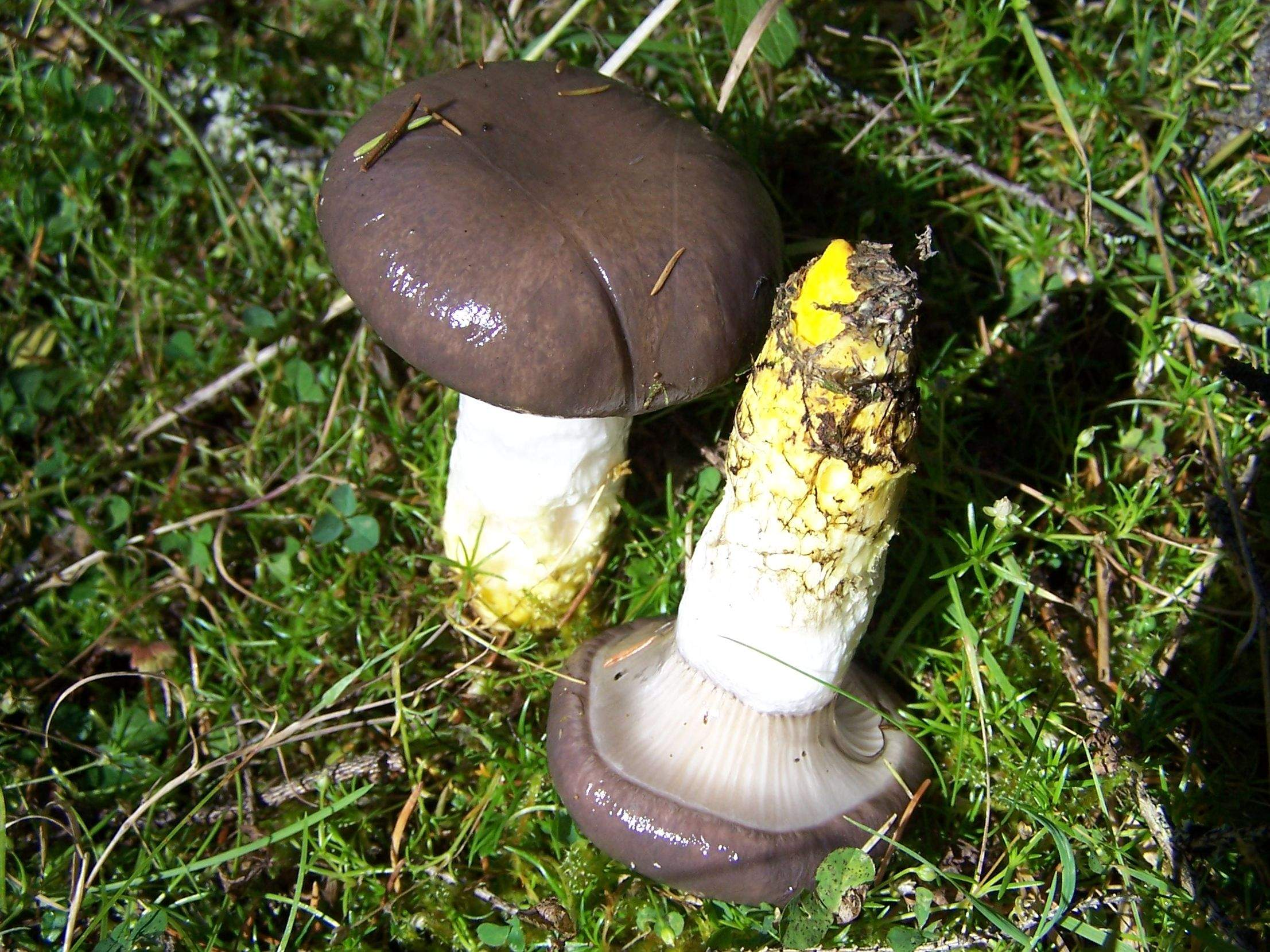
Gomphidius glutinosus
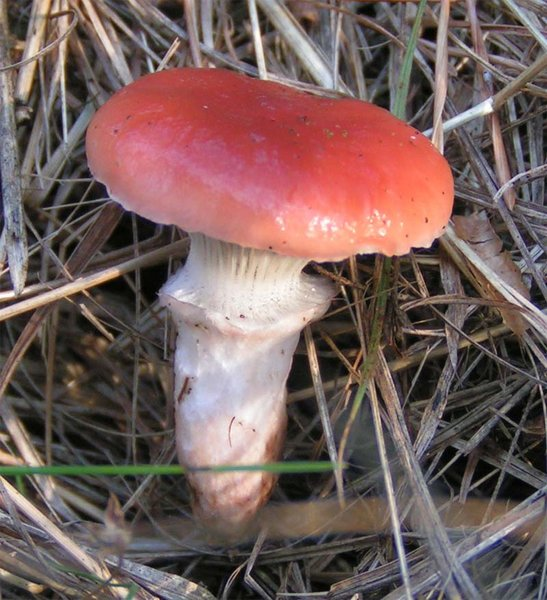
Gomphidius roseus